# 小縣摩裕美
小縣 摩裕美（おがた まゆみ、1963年11月28日 - ）は、テレビショッピング専門チャンネル・ショップチャンネルのキャスト、ピアニスト、ファイナンシャルプランナー。

## 人物
- 東京都国立市出身
- 身長:163cm、血液型:A型
- 某音楽大学教育音楽科卒業
- 資格:音楽の教員免許、様々な楽器メーカーのピアノ・電子オルガンの教諭資格など。
- ピアノ講師としては、1980年代半ばから活躍。その後は、プロのピアニストとしても活躍している。更に、ファイナンシャルプランナーの資格も持っている。
- 音大卒業直後は、某農業高校で音楽の非常勤講師をしていたことがある。
- 主に東京に住んでいるものの、1999年頃に長野県内に自分のログハウスを購入した後は、月に2回以上はそこに住んでいると言う。
- 最近は、アルパ（パラグアイハープ）の演奏もやっているという。

## 来歴
- 子供のころは恥ずかしがりやで、授業中に先生に指されても小さな声で答えるのが精一杯なほど、話すことが苦手だった。しかし、音楽大学に進学したことがきっかけでお友達もたくさんできて、そこから“話すこと”が好きになったという。
- 大学時代、ピアノを弾きながら商品を説明するピアノのデモンストレーターのアルバイトを始めたことが契機で人前で話すことに慣れていき、その後すぐ、演奏会の司会もこなすまでになった。
- 成人式の時、親に振袖の代わりにグランドピアノを買って欲しいとせがんで、それを特注品で買ってもらったと言う。（現在そのピアノは、長野県にある彼女のログハウスにある。）
- 某農業高校で音楽の非常勤講師をしていた頃は、新卒で若く、全校生徒の5分の4は男子ということもあり、人気の先生で、休み時間はいつも生徒に取り巻かれ、生徒を教室へ追い返すのに必死だったという。時には下駄箱にお花が置いてあったこともあったという。
- ショップチャンネルのキャストになってからは、自分自身音楽好きのこともあり、番組内で自分で作曲した曲を演奏したこともあったが、それよりも、同局の看板ベストセラー商品の1つである羊の抱き枕「メルくん」の紹介等で一躍有名になった。彼女は同商品の熱狂的大ファンであるばかりか、同商品の紹介では、同局の全キャスト中文句なしのナンバーワンと言われており、自分らしい独自の「おがっちゃんワールド」を展開することでも有名である。特に、彼女は自分自身でメルくん遊びをすると30分以上も続いてしまったり、「黄色のメルくん」の黄色のことを「烏骨鶏（うこっけい）の黄色」なんて言って独特の世界を展開していたりする。更に、2007年11月2日放送の同局11周年記念のキャストの一押し企画でも彼女はそれを選んで紹介したばかりか、それに着せるTシャツのデザインを自ら手がけたり、そのキャラクター柄のパジャマを販売するに当たり、その地の色の1つに「カステラの様な烏骨鶏（うこっけい）の黄色」と細かく色を指定したのを企画提案し、販売したという。
- 2007年4月1日午前0時に、ショップチャンネルがショッピング専門チャンネルとしては1080iによる世界初のハイビジョン放送の開始に於いての最初の担当キャストが彼女であった（その時の紹介商品は、タイガーの「1台5役　スマートブレンダー」であった）。